# Itaú Unibanco
Itaú Unibanco è una banca brasiliana con sede a San Paolo. È stata istituita nel 2008 attraverso la fusione delle banche Itaú e Unibanco. È la più grande banca brasiliana,  la più grande dell'America Latina  e la 73a nel mondo. La banca è quotata alla B3 di San Paolo e al NYSE di New York.
Itaú Unibanco opera in Brasile, Cile, Colombia, Panama, Paraguay, Stati Uniti, Uruguay, Lussemburgo, Portogallo, Svizzera, Regno Unito, Cina, Hong Kong, Giappone ed Emirati Arabi Uniti. Ha oltre 33.000 punti di servizio a livello globale, comprese 4.335 filiali in Brasile e 55 milioni di clienti a livello globale.
Itaúsa, un grande conglomerato brasiliano classificato tra le 500 migliori società al mondo secondo la rivista Fortune, funge da società madre. Al di fuori del Brasile, Itaú Unibanco ha uffici ad Asunción, Buenos Aires, Isole Cayman, Dubai, Hong Kong, Lisbona, Londra, Lussemburgo, Montevideo, Nassau, New York, Miami, Santiago, Shanghai, Tokyo e Zurigo.
Nel 2022, Itaú era considerato il marchio di maggior valore in Brasile.
Dal 2015 è il main sponsor dell'ATP Masters 1000 di Miami, in Florida.

## Storia
Nel settembre 2006, Banco Itaú ha acquistato le attività di BankBoston in Brasile, Cile e Uruguay.
Il 4 novembre 2008, Banco Itaú e Unibanco hanno annunciato la fusione che ha portato al Banco Itaú Unibanco. L'istituto è nato con un patrimonio di 575 miliardi di R$, un patrimonio netto di circa 51,7 miliardi di R$ e un portafoglio di crediti combinati di 225,3 miliardi di R$. La nuova banca contava 4.800 filiali e sportelli di servizio, che rappresentavano il 18% della rete bancaria brasiliana, e 14,5 milioni di correntisti (il 18% del mercato). In termini di volume di credito, rappresentava il 19% del sistema brasiliano e nel totale dei depositi, fondi e portafogli gestiti, il 21% nel 2008. Nel mercato delle assicurazioni e dei piani pensionistici, il nuovo gruppo aveva una quota rispettivamente del 17% e del 24%. Le operazioni all'ingrosso (aziendali) hanno totalizzato oltre 65 miliardi di R$, servendo più di 2.000 gruppi economici in Brasile. L'attività di private banking (gestione patrimoniale) era diventata la più grande dell'America Latina, con circa 90 miliardi di R $ di asset in gestione.
Il 22 agosto 2009, il Banco Itaú Unibanco e la compagnia assicurativa Porto Seguro hanno annunciato la loro alleanza. L'alleanza combinava operazioni di assicurazione residenziale e automobilistica e includeva un accordo operativo che forniva l'accesso esclusivo all'offerta di prodotti assicurativi per proprietari di case e veicoli ai clienti del Banco Itaú Unibanco in Brasile e Uruguay.
Nel giugno 2013, la banca ha acquisito le operazioni bancarie al dettaglio di Citibank Uruguay.
Nel 2014, il Banco Itaú ha annunciato la fusione con la banca cilena Corpbanca. Di conseguenza, Itaú ha rilevato la Helm Bank, l'attività di Corpbanca in Colombia e Panama, e l'ha chiamata con il nome Itaú.